# Huracán Vince
El huracán Vince fue la vigésima tormenta tropical y el undécimo huracán de la temporada de huracanes del océano Atlántico en el año 2005. Vince se desarrolló en el Atlántico Este (en el entorno de Madeira) a principios de octubre de 2005, alcanzando Categoría 1 y permaneció allí antes de hacer una incursión sin precedentes en la península ibérica el 11 de octubre, aunque ya debilitada como tormenta tropical. A pesar de que fue una tormenta relativamente débil y de breve duración, sin daños ni muertes, fue de los huracanes más inusuales acaecidos nunca en el océano Atlántico.

## Historia meteorológica
El desarrollo y el bautizo de Vince fueron polémicos entre los meteorólogos. Desde las 21:00 UTC del 8 de octubre, el sistema había desarrollado la formación tradicional de un huracán , con un ojo claramente visible en el centro de un sistema compacto. 
El Centro Nacional de Huracanes de los EE. UU. (NHC) decidió no declarar el sistema como tormenta tropical debido al hecho de que la temperatura del agua era demasiado baja para que tales tormentas se desarrollen normalmente. Sin embargo, algunos informes del NHC sugieren que Vince es de hecho una tormenta subtropical o tropical el mismo 8 de octubre y por ello recibió su bautismo como Vince en ese punto, a pesar de que la decisión del bautizo oficial tuvo lugar con posterioridad, el 9 de octubre a las 15:00 UTC en una situación totalmente inusual en el Atlántico este cerca de Madeira, unos 803 km al este-sureste de las islas Azores.
Unas seis horas después, el sistema se declara como huracán de Categoría 1 .
Vince perdió la condición de tormenta tropical  y se había degradado a depresión tropical poco después de llegar a tierra cerca de Huelva (España) a las 09:00 UTC del 11 de octubre. No hubo informes de grandes daños o muertes y sus efectos no fueron muy diferentes de los que se producen por sistemas tormentosos habituales, con volúmenes de agua de entre 25 y 100 mm. Finalmente, los efectos se produjeron fundamentalmente en el sur de Portugal y las provincias occidentales de Andalucía, siendo la provincia de Córdoba, 100 km al interior, la que más precipitaciones recibió. El rastro del sistema, cada vez más debilitado, prosiguió hasta la costa del mediterráneo.

## Peculiaridades

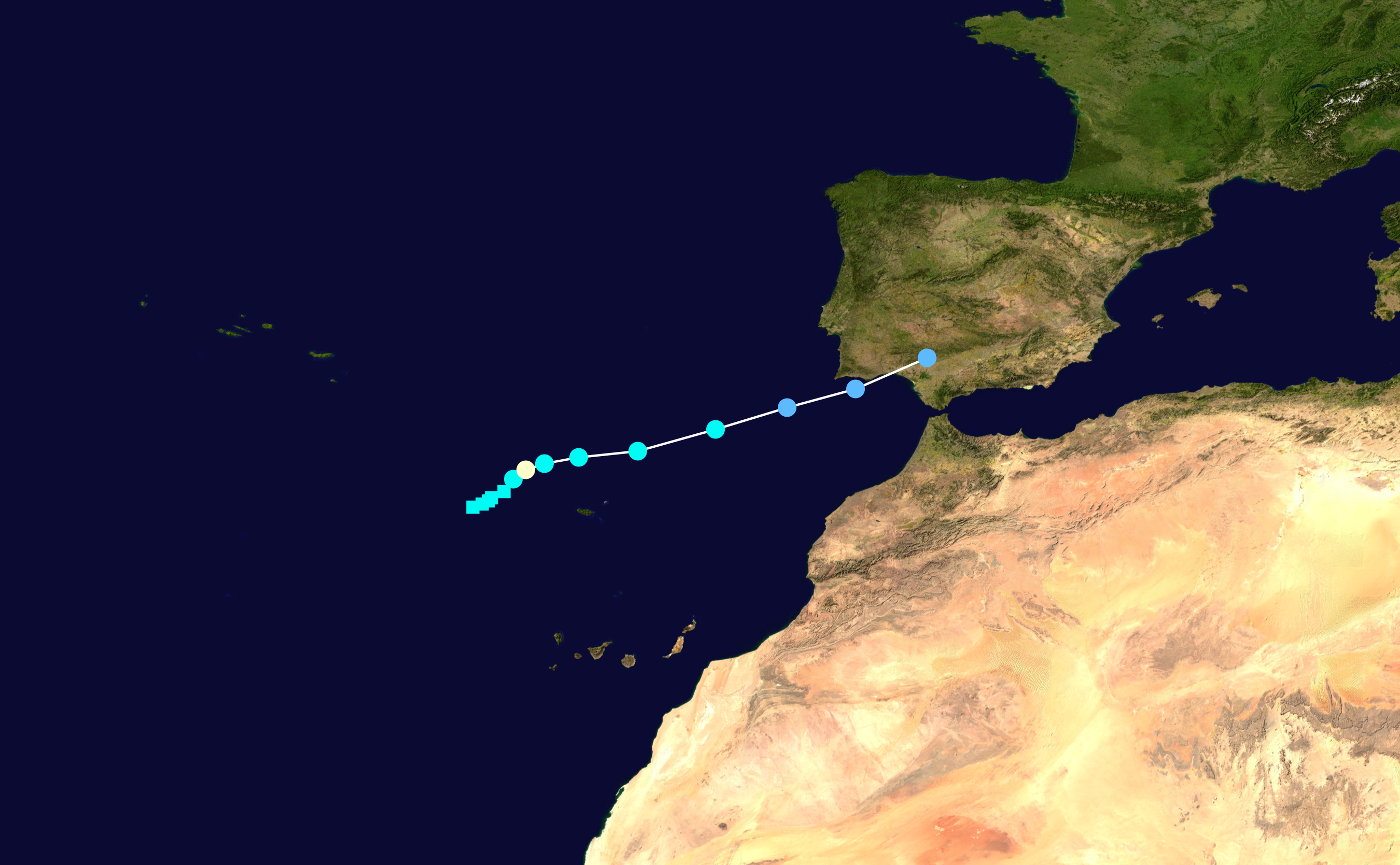
Trayectoria del huracán Vince.

Cuestiones que hacen a Vince muy inusual (ver Nota):
- Vince se desarrolló cerca de 33°N y 19°W frente a las costas de Marruecos, siendo la tormenta tropical que más al este se haya desarrollado nunca en el Atlántico.
- Vince se formó y mantuvo sobre agua de temperatura inferior a los 24 °C, lo que desafía la lógica habitual por la que se requieren al menos 26,5 °C para que una tormenta tropical pueda formarse e intensificarse.
- Vince fue el único sistema puramente tropical con registros fiables que se conozca en haber tocado tierra en la península ibérica, sea Portugal o España.
- Antes de que Vince fuera bautizado como tormenta tropical  por el Centro Nacional de Huracanes, el sistema tenía claramente un ojo y forma por las que las normas del Centro indican que el sistema debía haber sido bautizado con anterioridad.
- Vince fue el primer sistema bautizado con la inicial 'V' en el Atlántico desde que se comenzó a bautizarlos en 1950.